# Meo (Timor)

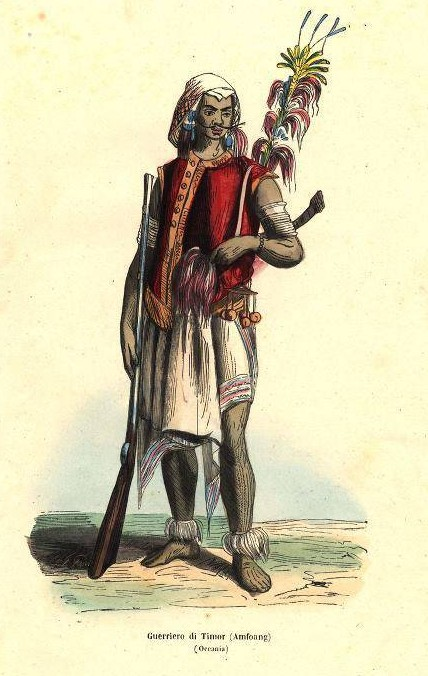
Ein Meo aus Amfo'an in den 1820er Jahren

Ein Meo war ein besonderer Krieger auf der Insel Timor.
Die Kämpfe zwischen den Reichen des alten Timors waren streng ritualisiert. Vor einer Schlacht stellten sich die prachtvoll geschmückten Meos vor die Krieger und begannen mit Kriegstänzen, die Stimmung anzuheizen, den Mut ihres Stammes zu preisen und die Gegner zu beschimpfen. Danach zogen sie sich zurück und die gegnerischen Parteien begannen, sich aus großer Entfernung heraus gegenseitig zu beschießen – ursprünglich mit Pfeil und Bogen, später mit Feuerwaffen. Sobald dabei ein Mann getötet wurde, endete der Kampf.
Die Meos Zentraltimors verwendeten eine besondere Form von Suriks, der timoresischen Schwerter.